# 澜沧七叶树
澜沧七叶树（学名：Aesculus lantsangensis）是无患子科七叶树属的植物，是中国的特有植物。分布于中国大陆的云南等地，生长于海拔1,500米的地区，一般生于丛林中，目前已由人工引种栽培。